# Station Schwindratzheim
Station Schwindratzheim is een spoorwegstation in de Franse gemeente Schwindratzheim.